# The Hunchback (film 1914 Cabanne)
The Hunchback è un cortometraggio muto del 1914 diretto da Christy Cabanne.
La sceneggiatura è firmata da Anita Loos che, nel giro di due anni, dopo il suo esordio con The Musketeers of Pig Alley del 1912, aveva già contribuito a scrivere una trentina di film.

## Produzione
Prodotto dalla Majestic Motion Picture Company, il film era interpretato da Lillian Gish.

## Distribuzione
Il film - un cortometraggio in due bobine - fu distribuito dalla Mutual Film, uscendo in sala il 12 aprile 1914.